# Luigi Caruso (politico)
Luigi Caruso (Catania, 5 febbraio 1953) è un politico italiano.

## Biografia
Avvocato, esponente del MSI-DN, già consigliere comunale e provinciale, nel 1995 non aderisce ad Alleanza Nazionale ed è tra i fondatori, in Sicilia, del Movimento Sociale Fiamma Tricolore. Alle elezioni politiche del 1996 viene eletto al Senato con il MSFT nel collegio 19 della Sicilia con il recupero proporzionale, ottenendo una cifra individuale vicina al 20% (il risultato più alto mai ottenuto in un Collegio uninominale dal MSFT).
Diventa segretario regionale del partito, carica da cui si dimette per ricandidarsi alle elezioni politiche nel 2001. Viene rieletto nella coalizione della Casa delle Libertà in quota Fiamma Tricolore. Nel 2003 segue Pino Rauti nella scissione che porta alla fondazione del Movimento Idea Sociale. Non si ricandida nel 2006. 
Nella storia del Movimento Sociale Fiamma Tricolore è stato l'unico parlamentare nazionale eletto con il simbolo del partito.